# Gastrancistrus giraulti
Gastrancistrus giraulti är en stekelart som först beskrevs av Charles Joseph Gahan och Fagan 1923.  Gastrancistrus giraulti ingår i släktet Gastrancistrus och familjen puppglanssteklar. Inga underarter finns listade i Catalogue of Life.